# 消防水利標識

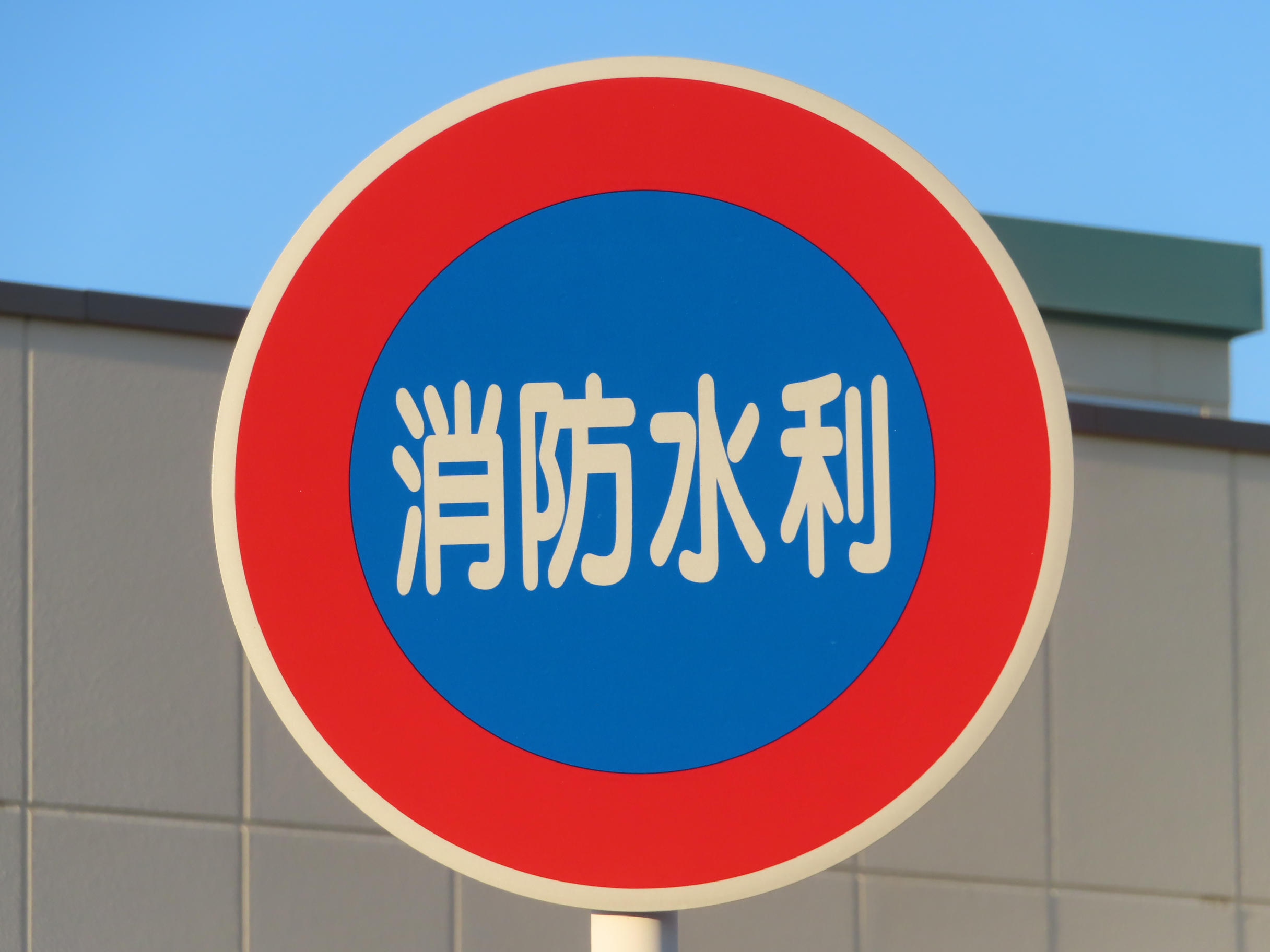
消防水利標識（指定消防水利の標識）

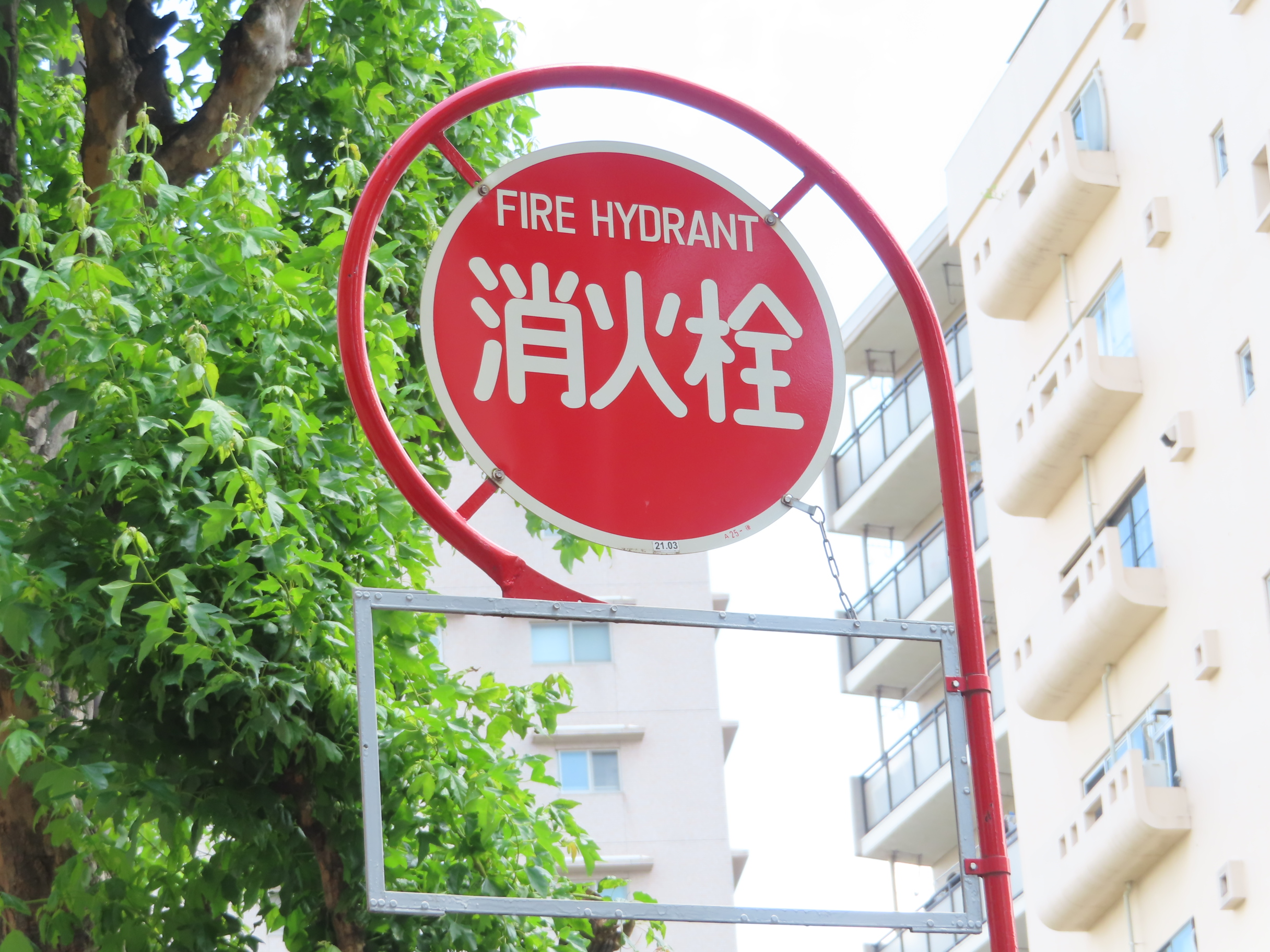
消火栓標識。下の枠に広告を取り付けるが、撮影時は取り外されていた。

消防水利に設けられている標識（消防水利標識、消防水利の標識）について説明する。

## 概要
消防法第21条2では「消防長又は消防署長は、前項の規定により指定をした消防水利には、総務省令で定めるところにより、標識を掲げなければならない」と規定され、これを根拠法として標識が設置される。違法駐車や障害物を無くし、円滑な消防活動を目指して消防水利の所在を示すために設置される。標識の内容は「消火栓」・「防火水槽」・「消防水利」の3種類ある。ただし、消火栓標識として設置されているものはほとんどが法律で設置が義務化されておらず、民間企業が維持管理する。
「消火栓」と「防火水槽」の標識の様式は1970年（昭和45年）10月9日に建設省（現在の国土交通省）から出た通達により規定されている。通達別表より、直径は575 mmと400 mmの2種類で、文字・縁は白色、地は赤色と規定されている。「消防水利」の標識は「指定消防水利の標識」とされ、道路交通法ではこの標識から5 m以内の部分では駐車禁止となる。
消火栓の位置を明示するため「消火栓標識」が設置されている。屋外広告物として広告が設置されるが、東京消防庁が設置する消火栓標識に付属するものは縦0.4 m以内、横0.8 m以内に収めなければならず、地表面と広告底部とのクリアランスは車道上4.5 m以上・歩道上3.5 m以上を確保しなければならない。現在ではデータベースや地図によって消火栓の位置が把握されているため標識がなくても消火活動そのものに影響がないが、駐停車する車両や障害物によって消防活動の遅れが生じかねず、標識は周囲への注意喚起の意義を持つ。東京消防庁管内では1988年（昭和63年）時点で22,728か所で消火栓標識が設置され、これは東京消防庁が管理する消火栓総数の22％にあたる。

## 沿革
消防水利標識は1970年以前は統一の様式が定められておらず、設置する市町村によってバラバラで駐車により消防活動に支障があった。そのため全国消防長会で統一した標識を設置したいと要望があり、1970年（昭和45年）10月1日から通達に従い統一した様式の標識を設置するようになる。

### 消火栓標識
消火栓標識の設置が始まった背景には第二次世界大戦後の急速な都市開発に伴う火災の頻発や自動車の利用者数増加による違法駐車の増加がある。1966年（昭和31年）2月に東京消防庁では火災の早期発見・通報が行われるよう火災報知器を併用した消火栓標識設置を計画し、2月21日に東京都知事から許可を得て設置が開始された。その後、公衆電話の普及により火災報知器の必要性が薄くなったため消火栓標識のみが設置されるようになった。国が戦後で財政的に厳しかったため、膨大な数の消火栓すべてに消火栓標識を設置することは難しく、民間企業が併設する広告の広告料で維持管理する民活方式が採用された。
東京都内を管理する消火栓標識によれば、昭和50 - 60年代のバブル経済の時期が広告収入のピークで、広告枠も7割程度埋まっていた。1990年代からインターネット広告の普及による広告の多様化で、空き広告が増加した。広告枠の稼働率は2025年（令和7年）4月時点で2割という。民間企業が維持管理の主体となる消火栓標識にとって、広告の減少は存続を脅かす。この状況を打破する方法の1つとして、地元密着型のスポーツチームと提携し、チーム名と企業名を一緒に表示するシステムを導入した。